# Giải vô địch toàn cầu Icons Tốc Chiến 2022
Giải vô địch toàn cầu Icons Tốc Chiến 2022 (tiếng Anh: 2022 Wild Rift Icons Global Championship), được Wild Rift Esports công bố vào ngày 8 tháng 1, đây là giải vô địch thế giới lần đầu tiên của Liên Minh Huyền Thoại: Tốc Chiến. Giải đấu được diễn ra từ ngày 14 tháng 6 đến ngày 9 tháng 7 tại Trung tâm Triển lãm và Hội nghị Suntech ở Singapore (nơi đã tổ chức Horizon Cup trước đó), gồm 24 đội tuyển mạnh nhất đến từ 8 khu vực trên toàn thế giới.
Giải đấu được chia thành 3 giai đoạn: vòng khởi động, vòng bảng và vòng loại trực tiếp với sự góp mặt của 24 đội tuyển mạnh nhất từ khắp các khu vực trên thế giới, họ quy tụ lại để tranh nhau chức vô địch của giải vô địch thế giới đầu tiên và cũng là giải đấu lớn nhất hành tinh của Liên Minh Huyền Thoại: Tốc Chiến.
Tại trận chung kết diễn ra vào ngày 9 tháng 7, đội tuyển Nova Esports đã xuất sắc đánh bại đội tuyển J Team với tỉ số áp đảo hoàn toàn 4 - 0, qua đó nâng cao chiếc cúp Icons, trở thành nhà vô địch đầu tiên của Giải vô địch toàn cầu Icons Tốc Chiến.

## Thể thức thi đấu
Áp dụng thể thức chung cho các Giải VĐTG, Giải vô địch toàn cầu Icons Tốc Chiến 2022 sẽ bao gồm 3 giai đoạn: Khởi Động, Vòng Bảng, và Vòng Loại Trực Tiếp (Tứ Kết, Bán Kết, và Chung Kết).
- Vòng Khởi Động: 16 đội tuyển được chia đều vào 4 bảng đấu, mỗi bảng 4 đội. Thi đấu theo thể thức Nhánh Thắng Nhánh Thua & Bo3. 2 đội đầu bảng sẽ trực tiếp tiến vào Vòng bảng, 2 đội cuối bảng bị loại (áp dụng cho tất cả các bảng).
- Vòng Bảng: 16 đội (bao gồm 8 đội có mặt sẵn ở Vòng Bảng, và 8 đội đi lên từ Vòng Khởi Động) sẽ được xếp vào 4 bảng. Mỗi bảng đấu sẽ thi đấu theo thể thức Nhánh Thắng Nhánh Thua & Bo3. Hai đội tuyển xếp hạng cao nhất mỗi nhóm sẽ đi tiếp vào giai đoạn cuối cùng của giải đấu - Vòng Loại Trực Tiếp.
- Vòng Loại Trực Tiếp: 8 đội tuyển vượt qua Vòng Bảng sẽ tiếp tục thi đấu tại các vòng đấu loại trực tiếp, bao gồm Tứ Kết, Bán Kết và Chung Kết. Trong giai đoạn này, giải đấu sẽ được chuyển sang thể thức nhánh đấu loại trực tiếp với Tứ Kết, Bán Kết sẽ diễn ra theo thể thức Bo5 và Chung Kết sẽ diễn ra theo thể thức Bo7. Đội tuyển chiến thắng trận Chung Kết sẽ trở thành Nhà Vô Địch của Giải Vô Địch Toàn Cầu Icons Tốc Chiến 2022.

## Các điểm thay đổi
- Thay đổi địa điểm: địa điểm thi đấu được di chuyển từ Châu Âu sang Singapore do vấn đề visa.[6][7]

## Lịch thi đấu
Singapore sẽ là thành phố chủ nhà của giải vô địch thế giới năm nay.
| Singapore                                        | Singapore   | Singapore | Singapore           | Singapore           | Singapore           |
| Singapore                                        | Singapore   |           |                     |                     |                     |
| ------------------------------------------------ | ----------- | --------- | ------------------- | ------------------- | ------------------- |
| Trung tâm Hội nghị và Triển lãm Suntec Singapore |             |           |                     |                     |                     |
| Vòng khởi động                                   | Vòng bảng   | Vòng bảng | Vòng loại trực tiếp | Vòng loại trực tiếp | Vòng loại trực tiếp |
| Vòng khởi động                                   | Vòng bảng   | Vòng bảng | Tứ kết              | Bán kết             | Chung kết           |
| 14/6 – 18/6                                      | 21/6 – 25/6 | 1/7 – 2/7 | 1/7 – 2/7           | 5/7 – 6/7           | 9/7                 |

## Danh sách các đội tham dự

### Danh sách các đội
Seed  - Hạt giống,  Pool  - Nhóm hạt giống.
| Khu vực / Giải đấu       | Khu vực / Giải đấu  | Tham dự với tư cách      | Đội tuyển              | ID                  | Seed                | Pool                |
| Bắt đầu ở vòng bảng      | Bắt đầu ở vòng bảng | Bắt đầu ở vòng bảng      | Bắt đầu ở vòng bảng    | Bắt đầu ở vòng bảng | Bắt đầu ở vòng bảng | Bắt đầu ở vòng bảng |
| ------------------------ | ------------------- | ------------------------ | ---------------------- | ------------------- | ------------------- | ------------------- |
| Trung Quốc               | WRL                 | Vô địch WRL 2022         | FunPlus Phoenix        | FPX                 | 1                   | 1                   |
| SEA/TW/AUS               | WCS                 | Vô địch WCS 2022         | Team Flash             | TF                  | 1                   | 1                   |
| Hàn Quốc                 | WCK                 | Vô địch WCK 2022         | KT Rolster             | RY                  | 1                   | 1                   |
| Nhật Bản                 | WJC                 | Vô địch WJC 2022         | Sengoku Gaming         | SG                  | 1                   | 1                   |
| EMEA                     | WREC                | Vô địch WREC 2022        | ⁠Team Queso             | TQ                  | 1                   | 2                   |
| Brazil                   | WBR                 | Vô địch WBR 2022         | Omegha E-sports        | OMH                 | 1                   | 2                   |
| Mỹ Latinh                | WOL                 | Vô địch WOL 2022         | Leviatán               | LEV                 | 1                   | 2                   |
| Bắc Mỹ                   | WNS                 | Vô địch WNS 2022         | Immortals              | IMT                 | 1                   | 2                   |
| Bắt đầu ở vòng khởi động |                     |                          |                        |                     |                     |                     |
| Trung Quốc               | WRL                 | Á quân WRL 2022          | JD Gaming              | JDG                 | 2                   | 1                   |
| Trung Quốc               | WRL                 | #1 vòng loại khu vực WRL | Nova Esports           | NV                  | 3                   | 3                   |
| Trung Quốc               | WRL                 | #2 vòng loại khu vực WRL | J Team[!]              | JT                  | 4                   | 4                   |
| SEA/TW/AUS               | WCS                 | Á quân WCS 2022          | Flash Wolves           | FW                  | 2                   | 1                   |
| SEA/TW/AUS               | WCS                 | #3 WCS 2022              | Rex Regum Qeon         | RRQ                 | 3                   | 3                   |
| SEA/TW/AUS               | WCS                 | #4 WCS 2022              | Buriram United Esports | BRU                 | 4                   | 4                   |
| Hàn Quốc                 | WCK                 | Á quân WCK 2022          | Freecs                 | KDF                 | 2                   | 1                   |
| Hàn Quốc                 | WCK                 | #3 WCK 2022              | T1                     | T1                  | 3                   | 3                   |
| Nhật Bản                 | WJC                 | Á quân WJC 2022          | Donuts USG             | USG                 | 2                   | 2                   |
| EMEA                     | WREC                | Á quân WREC 2022         | ⁠Rix.GG                 | RIX                 | 2                   | 2                   |
| EMEA                     | WREC                | #3 WREC 2022             | ⁠Game-Lord              | GLD                 | 3                   | 4                   |
| Mỹ Latinh                | WOL                 | Á quân WOL 2022          | Furious Gaming         | FG                  | 2                   | 2                   |
| Mỹ Latinh                | WOL                 | #3 WOL 2022              | STMN Esports           | STM                 | 3                   | 4                   |
| Brazil                   | WBR                 | Á quân WBR 2022          | Keyd Stars             | VK                  | 2                   | 1                   |
| Brazil                   | WBR                 | #3 WBR 2022              | Liberty                | LBR                 | 3                   | 3                   |
| Bắc Mỹ                   | WNS                 | Á quân WNS 2022          | Sentinels              | SEN                 | 2                   | 2                   |

## Bốc thăm chia bảng
Lễ bốc thăm được tổ chức vào ngày 15 tháng 5, tại Trung Quốc (với vòng khởi động và 2 nhóm hạt giống 1 và 2 của vòng bảng) và ngày 18 tháng 6 tại Singapore (với 2 nhóm hạt giống số 3 và 4 của vòng bảng). 24 đội tuyển được bốc thăm chia thành 4 bảng ở Vòng Khởi Động và 4 bảng ở Vòng Bảng.

### Vòng khởi động
Thể thức bốc thăm chia bảng:
- 16 đội được bốc thăm ngẫu nhiên chia đều 4 bảng (A, B, C, D), mỗi bảng 4 đội.
  - 4 đội trong nhóm hạt giống số 1, ngẫu nhiên chia đều 4 bảng.
  - 4 đội trong nhóm hạt giống số 2, ngẫu nhiên chia đều 4 bảng.
  - 4 đội trong nhóm hạt giống số 3, ngẫu nhiên chia đều 4 bảng.
  - 4 đội trong nhóm hạt giống số 4, ngẫu nhiên chia đều 4 bảng.
- Các đội của cùng 1 khu vực không thể cùng chung 1 bảng.

| Nhóm hạt giống số 1            | Nhóm hạt giống số 2             | Nhóm hạt giống số 3            | Nhóm hạt giống số 4             |
| ------------------------------ | ------------------------------- | ------------------------------ | ------------------------------- |
| WRL #2, WCS #2, WCK #2, WBR #2 | WJC #2, WOL #2, WREC #2, WNS #2 | WRL #3, WCS #3, WCK #3, WBR #3 | WRL #4, WCS #4, WREC #3, WOL #3 |

Kết quả bốc thăm:
| Bảng A                                                                                        | Bảng B                                                                               | Bảng C                                                           | Bảng D                                                                              |
| --------------------------------------------------------------------------------------------- | ------------------------------------------------------------------------------------ | ---------------------------------------------------------------- | ----------------------------------------------------------------------------------- |
| Flash Wolves (WCS #2) · Furious Gaming (WOL #2) · Nova Esports (WRL #3) · ⁠Game-Lord (WREC #3) | JD Gaming (WRL #2) Donuts USG (WJC #2) Rex Regum Qeon (WCS #3) STMN Esports (WOL #3) | Keyd Stars (WBR #2) ⁠Rix.GG (WREC #2) T1 (WCK #3) J Team (WRL #4) | Freecs (WCK #2) Sentinels (WNS #2) Liberty (WBR #3) Buriram United Esports (WCS #4) |

### Vòng bảng
Thể thức bốc thăm chia bảng:
- 16 đội được bốc thăm ngẫu nhiên chia đều 4 bảng (A, B, C, D), mỗi bảng 4 đội.
  - 4 đội trong nhóm hạt giống số 1, ngẫu nhiên chia đều 4 bảng.
  - 4 đội trong nhóm hạt giống số 2, ngẫu nhiên chia đều 4 bảng.
  - 4 đội nhất bảng vòng khởi động, ngẫu nhiên chia đều 4 bảng.
  - 4 đội nhì bảng vòng khởi động, ngẫu nhiên chia đều 4 bảng.
- Tối đa 2 đội cùng 1 khu vực có thể cùng chung 1 bảng.
- Các đội cùng bảng ở vòng khởi động không thể cùng chung 1 bảng.

| Nhóm hạt giống số 1            | Nhóm hạt giống số 2             | Vượt qua vòng khởi động #1     | Vượt qua vòng khởi động #2     |
| ------------------------------ | ------------------------------- | ------------------------------ | ------------------------------ |
| WRL #1, WCS #1, WCK #1, WJC #1 | WREC #1, WBR #1, WOL #1, WNS #1 | WRL #3, WRL #4, WCS #4, WRL #2 | WCK #3, WCS #3, WCS #2, WBR #3 |

Kết quả bốc thăm:
| Bảng A                                                                  | Bảng B                                                                               | Bảng C | Bảng D                                                                     |
| ----------------------------------------------------------------------- | ------------------------------------------------------------------------------------ | --- | -------------------------------------------------------------------------- |
| Team Flash (WCS #1) Leviatán (WOL #1) Nova Esports (WRL #3) T1 (WCK #3) | Sengoku Gaming (WJC #1) ⁠Team Queso (WREC #1) J Team (WRL #4) Rex Regum Qeon (WCS #3) | FunPlus Phoenix (WRL #1) · Omegha E-sports (WBR #1) · Buriram United Esports (WCS #4) · Flash Wolves (WCS #2) | KT Rolster (WCK #1) Immortals (WNS #1) JD Gaming (WRL #2) Liberty (WBR #3) |

## Vòng khởi động
Thời gian thi đấu: 14 - 18 tháng 6, bắt đầu từ 17:00 (UTC+7).
Thể thức thi đấu:
- Nhánh thắng nhánh thua, tất cả các trận đấu đều là Bo3 (Best of 3 - Thắng trước 2/3 trận).
- 2 đội đầu bảng sẽ tiến vào vòng bảng, 2 đội cuối bảng bị loại (áp dụng cho tất cả các bảng).

### Bảng A
| A | Đội            | ID  | LT - LB | VT | VB | HS | Giành quyền tham dự           |
| - | -------------- | --- | ------- | -- | -- | -- | ----------------------------- |
| 1 | Nova Esports   | NV  | 2 - 0   | 4  | 1  | +3 | Giành quyền tham dự vòng bảng |
| 2 | Flash Wolves   | FW  | 2 - 1   | 4  | 2  | +2 | Giành quyền tham dự vòng bảng |
| 3 | ⁠Game-Lord      | GLD | 1 - 2   | 2  | 4  | -2 |                               |
| 4 | Furious Gaming | FG  | 0 - 2   | 1  | 4  | -3 |                               |

#### Trận mở màn
| 18:30 (15 tháng 6) \| Furious Gaming \| 1 – 2 \| Nova Esports \| |       |              |
| Furious Gaming                                                   | 1 – 2 | Nova Esports |

| Furious Gaming | 1 – 2 | Nova Esports |

| 20:00 \| Flash Wolves \| 2 – 0 \| ⁠Game-Lord \| |       |           |
| Flash Wolves                                   | 2 – 0 | ⁠Game-Lord |

| Flash Wolves | 2 – 0 | ⁠Game-Lord |

| 20:00 \| Flash Wolves \| 2 – 0 \| ⁠Game-Lord \| |       |           |
| Flash Wolves                                   | 2 – 0 | ⁠Game-Lord |

| Flash Wolves | 2 – 0 | ⁠Game-Lord |

#### Nhánh thắng
| 19:00 (16 tháng 6) - Tranh #1 bảng A \| Nova Esports \| 2 – 0 \| Flash Wolves \| |       |              |
| Nova Esports                                                                     | 2 – 0 | Flash Wolves |

#### Nhánh thua
| 18:30 (17 tháng 6) \| Game-Lord \| 2 – 0 \| Furious Gaming \| |       |                |
| Game-Lord                                                     | 2 – 0 | Furious Gaming |

| Game-Lord | 2 – 0 | Furious Gaming |

| 18:30 (18 tháng 6) - Tranh #2 bảng A \| Game-Lord \| 0 – 2 \| Flash Wolves \| |       |              |
| Game-Lord                                                                     | 0 – 2 | Flash Wolves |

| Game-Lord | 0 – 2 | Flash Wolves |

| 18:30 (18 tháng 6) - Tranh #2 bảng A \| Game-Lord \| 0 – 2 \| Flash Wolves \| |       |              |
| Game-Lord                                                                     | 0 – 2 | Flash Wolves |

| Game-Lord | 0 – 2 | Flash Wolves |

### Bảng B
| B | Đội            | ID  | LT - LB | VT | VB | HS | Giành quyền tham dự           |
| - | -------------- | --- | ------- | -- | -- | -- | ----------------------------- |
| 1 | JD Gaming      | JDG | 2 - 0   | 4  | 1  | +3 | Giành quyền tham dự vòng bảng |
| 2 | Rex Regum Qeon | RRQ | 2 - 1   | 5  | 2  | +3 | Giành quyền tham dự vòng bảng |
| 3 | Donuts USG     | USG | 1 - 2   | 2  | 5  | -3 |                               |
| 4 | STMN Esports   | STM | 0 - 2   | 1  | 4  | -3 |                               |

#### Trận mở màn
| 17:00 (14 tháng 6) \| JD Gaming \| 2 – 0 \| STMN Esports \| |       |              |
| JD Gaming                                                   | 2 – 0 | STMN Esports |

| JD Gaming | 2 – 0 | STMN Esports |

| 18:30 \| Donuts USG \| 0 – 2 \| Rex Regum Qeon \| |       |                |
| Donuts USG                                        | 0 – 2 | Rex Regum Qeon |

| Donuts USG | 0 – 2 | Rex Regum Qeon |

| 18:30 \| Donuts USG \| 0 – 2 \| Rex Regum Qeon \| |       |                |
| Donuts USG                                        | 0 – 2 | Rex Regum Qeon |

| Donuts USG | 0 – 2 | Rex Regum Qeon |

#### Nhánh thắng
| 17:00 (16 tháng 6) - Tranh #1 bảng B \| JD Gaming \| 2 – 1 \| Rex Regum Qeon \| |       |                |
| JD Gaming                                                                       | 2 – 1 | Rex Regum Qeon |

#### Nhánh thua
| 17:00 (17 tháng 6) \| STMN Esports \| 1 – 2 \| Donuts USG \| |       |            |
| STMN Esports                                                 | 1 – 2 | Donuts USG |

| STMN Esports | 1 – 2 | Donuts USG |

| 17:00 (18 tháng 6) - Tranh #2 bảng B \| Rex Regum Qeon \| 0 – 2 \| Donuts USG \| |       |            |
| Rex Regum Qeon                                                                   | 0 – 2 | Donuts USG |

| Rex Regum Qeon | 0 – 2 | Donuts USG |

| 17:00 (18 tháng 6) - Tranh #2 bảng B \| Rex Regum Qeon \| 0 – 2 \| Donuts USG \| |       |            |
| Rex Regum Qeon                                                                   | 0 – 2 | Donuts USG |

| Rex Regum Qeon | 0 – 2 | Donuts USG |

### Bảng C
| C | Đội        | ID  | LT - LB | VT | VB | HS | Giành quyền tham dự           |
| - | ---------- | --- | ------- | -- | -- | -- | ----------------------------- |
| 1 | J Team     | JT  | 2 - 0   | 4  | 0  | +4 | Giành quyền tham dự vòng bảng |
| 2 | T1         | T1  | 2 - 1   | 4  | 3  | +1 | Giành quyền tham dự vòng bảng |
| 3 | ⁠Rix.GG     | RIX | 1 - 2   | 3  | 5  | -2 |                               |
| 4 | Keyd Stars | VK  | 0 - 2   | 1  | 4  | -3 |                               |

#### Trận mở màn
| 20:00 (14 tháng 6) \| Keyd Stars \| 0 – 2 \| J Team \| |       |        |
| Keyd Stars                                             | 0 – 2 | J Team |

| Keyd Stars | 0 – 2 | J Team |

| 21:30 \| Rix.GG \| 0 – 2 \| T1 \| |       |    |
| Rix.GG                            | 0 – 2 | T1 |

| Rix.GG | 0 – 2 | T1 |

| 21:30 \| Rix.GG \| 0 – 2 \| T1 \| |       |    |
| Rix.GG                            | 0 – 2 | T1 |

| Rix.GG | 0 – 2 | T1 |

#### Nhánh thắng
| 20:00 (16 tháng 6) - Tranh #1 bảng C \| J Team \| 2 – 0 \| T1 \| |       |    |
| J Team                                                           | 2 – 0 | T1 |

#### Nhánh thua
| 20:00 (17 tháng 6) \| Keyd Stars \| 1 – 2 \| Rix.GG \| |       |        |
| Keyd Stars                                             | 1 – 2 | Rix.GG |

| Keyd Stars | 1 – 2 | Rix.GG |

| 20:00 (18 tháng 6) - Tranh #2 bảng C \| Rix.GG \| 1 – 2 \| T1 \| |       |    |
| Rix.GG                                                           | 1 – 2 | T1 |

| Rix.GG | 1 – 2 | T1 |

| 20:00 (18 tháng 6) - Tranh #2 bảng C \| Rix.GG \| 1 – 2 \| T1 \| |       |    |
| Rix.GG                                                           | 1 – 2 | T1 |

| Rix.GG | 1 – 2 | T1 |

### Bảng D
| D | Đội                    | ID  | LT - LB | VT | VB | HS | Giành quyền tham dự           |
| - | ---------------------- | --- | ------- | -- | -- | -- | ----------------------------- |
| 1 | Buriram United Esports | BRU | 2 - 0   | 4  | 0  | +4 | Giành quyền tham dự vòng bảng |
| 2 | Liberty                | LBR | 2 - 1   | 4  | 3  | +1 | Giành quyền tham dự vòng bảng |
| 3 | Sentinels              | SEN | 1 - 2   | 3  | 5  | -2 |                               |
| 4 | Freecs                 | KDF | 0 - 2   | 1  | 4  | -3 |                               |

#### Trận mở màn
| 17:00 (15 tháng 6) \| Freecs \| 0 – 2 \| Buriram United Esports \| |       |                        |
| Freecs                                                             | 0 – 2 | Buriram United Esports |

| Freecs | 0 – 2 | Buriram United Esports |

| 21:30 \| Sentinels \| 1 – 2 \| Liberty \| |       |         |
| Sentinels                                 | 1 – 2 | Liberty |

| Sentinels | 1 – 2 | Liberty |

| 21:30 \| Sentinels \| 1 – 2 \| Liberty \| |       |         |
| Sentinels                                 | 1 – 2 | Liberty |

| Sentinels | 1 – 2 | Liberty |

#### Nhánh thắng
| 21:30 (16 tháng 6) - Tranh #1 bảng D \| Liberty \| 0 – 2 \| Buriram United Esports \| |       |                        |
| Liberty                                                                               | 0 – 2 | Buriram United Esports |

#### Nhánh thua
| 21:30 (17 tháng 6) \| Sentinels \| 2 – 1 \| Freecs \| |       |        |
| Sentinels                                             | 2 – 1 | Freecs |

| Sentinels | 2 – 1 | Freecs |

| 21:30 (18 tháng 6) - Tranh #2 bảng D \| Sentinels \| 0 – 2 \| Liberty \| |       |         |
| Sentinels                                                                | 0 – 2 | Liberty |

| Sentinels | 0 – 2 | Liberty |

| 21:30 (18 tháng 6) - Tranh #2 bảng D \| Sentinels \| 0 – 2 \| Liberty \| |       |         |
| Sentinels                                                                | 0 – 2 | Liberty |

| Sentinels | 0 – 2 | Liberty |

## Vòng bảng
Thời gian thi đấu: 21 - 25 tháng 6, bắt đầu từ 17:00 (UTC+7).
Thể thức thi đấu:
- Nhánh thắng nhánh thua, tất cả các trận đấu đều là Bo3 (Best of 3 - Thắng trước 2/3 trận).
- 2 đội đầu bảng sẽ đi tiếp vào vòng loại trực tiếp, 2 đội cuối bảng bị loại (áp dụng cho tất cả các bảng).

### Bảng A
| A | Đội          | ID  | LT - LB | VT | VB | HS | Giành quyền tham dự                     |
| - | ------------ | --- | ------- | -- | -- | -- | --------------------------------------- |
| 1 | Nova Esports | NV  | 2 - 0   | 4  | 0  | +4 | Giành quyền tham dự vòng loại trực tiếp |
| 2 | Team Flash   | TF  | 2 - 1   | 4  | 2  | +2 | Giành quyền tham dự vòng loại trực tiếp |
| 3 | T1           | T1  | 1 - 2   | 2  | 4  | -2 |                                         |
| 4 | Leviatán     | LEV | 0 - 2   | 0  | 4  | -4 |                                         |

#### Trận mở màn
| 17:00 (22 tháng 6) \| T1 \| 0 – 2 \| Team Flash \| |       |            |
| T1                                                 | 0 – 2 | Team Flash |

| T1 | 0 – 2 | Team Flash |

| 18:30 \| Nova Esports \| 2 – 0 \| Leviatán \| |       |          |
| Nova Esports                                  | 2 – 0 | Leviatán |

| Nova Esports | 2 – 0 | Leviatán |

| 18:30 \| Nova Esports \| 2 – 0 \| Leviatán \| |       |          |
| Nova Esports                                  | 2 – 0 | Leviatán |

| Nova Esports | 2 – 0 | Leviatán |

#### Nhánh thắng
| 18:30 (23 tháng 6) - Tranh #1 bảng A \| Team Flash \| 0 – 2 \| Nova Esports \| |       |              |
| Team Flash                                                                     | 0 – 2 | Nova Esports |

#### Nhánh thua
| 18:30 (24 tháng 6) \| T1 \| 2 – 0 \| Leviatán \| |       |          |
| T1                                               | 2 – 0 | Leviatán |

| T1 | 2 – 0 | Leviatán |

| 18:30 (25 tháng 6) - Tranh #2 bảng A \| Team Flash \| 2 – 0 \| T1 \| |       |    |
| Team Flash                                                           | 2 – 0 | T1 |

| Team Flash | 2 – 0 | T1 |

| 18:30 (25 tháng 6) - Tranh #2 bảng A \| Team Flash \| 2 – 0 \| T1 \| |       |    |
| Team Flash                                                           | 2 – 0 | T1 |

| Team Flash | 2 – 0 | T1 |

### Bảng B
| B | Đội            | ID  | LT - LB | VT | VB | HS | Giành quyền tham dự                     |
| - | -------------- | --- | ------- | -- | -- | -- | --------------------------------------- |
| 1 | J Team         | JT  | 2 - 0   | 4  | 1  | +3 | Giành quyền tham dự vòng loại trực tiếp |
| 2 | Rex Regum Qeon | RRQ | 2 - 1   | 5  | 2  | +3 | Giành quyền tham dự vòng loại trực tiếp |
| 3 | Sengoku Gaming | SG  | 1 - 2   | 2  | 5  | -3 |                                         |
| 4 | ⁠Team Queso     | TQ  | 0 - 2   | 1  | 4  | -3 |                                         |

#### Trận mở màn
| 20:30 (21 tháng 6) \| Rex Regum Qeon \| 2 – 0 \| Sengoku Gaming \| |       |                |
| Rex Regum Qeon                                                     | 2 – 0 | Sengoku Gaming |

| Rex Regum Qeon | 2 – 0 | Sengoku Gaming |

| 18:30 \| J Team \| 2 – 0 \| Team Queso \| |       |            |
| J Team                                    | 2 – 0 | Team Queso |

| J Team | 2 – 0 | Team Queso |

| 18:30 \| J Team \| 2 – 0 \| Team Queso \| |       |            |
| J Team                                    | 2 – 0 | Team Queso |

| J Team | 2 – 0 | Team Queso |

#### Nhánh thắng
| 17:00 (23 tháng 6) - Tranh #1 bảng B \| Rex Regum Qeon \| 1 – 2 \| J Team \| |       |        |
| Rex Regum Qeon                                                               | 1 – 2 | J Team |

#### Nhánh thua
| 17:00 (24 tháng 6) \| Sengoku Gaming \| 2 – 1 \| Team Queso \| |       |            |
| Sengoku Gaming                                                 | 2 – 1 | Team Queso |

| Sengoku Gaming | 2 – 1 | Team Queso |

| 17:00 (25 tháng 6) - Tranh #2 bảng B \| Rex Regum Qeon \| 2 – 0 \| Sengoku Gaming \| |       |                |
| Rex Regum Qeon                                                                       | 2 – 0 | Sengoku Gaming |

| Rex Regum Qeon | 2 – 0 | Sengoku Gaming |

| 17:00 (25 tháng 6) - Tranh #2 bảng B \| Rex Regum Qeon \| 2 – 0 \| Sengoku Gaming \| |       |                |
| Rex Regum Qeon                                                                       | 2 – 0 | Sengoku Gaming |

| Rex Regum Qeon | 2 – 0 | Sengoku Gaming |

### Bảng C
| C | Đội                    | ID  | LT - LB | VT | VB | HS | Giành quyền tham dự                     |
| - | ---------------------- | --- | ------- | -- | -- | -- | --------------------------------------- |
| 1 | FunPlus Phoenix        | FPX | 2 - 0   | 4  | 0  | +4 | Giành quyền tham dự vòng loại trực tiếp |
| 2 | Flash Wolves           | FW  | 2 - 1   | 4  | 4  | 0  | Giành quyền tham dự vòng loại trực tiếp |
| 3 | Omegha E-sports        | OMH | 1 - 2   | 3  | 4  | -1 |                                         |
| 4 | Buriram United Esports | BRU | 0 - 2   | 1  | 4  | -3 |                                         |

#### Trận mở màn
| 17:00 (22 tháng 6) \| Flash Wolves \| 0 – 2 \| FunPlus Phoenix \| |       |                 |
| Flash Wolves                                                      | 0 – 2 | FunPlus Phoenix |

| Flash Wolves | 0 – 2 | FunPlus Phoenix |

| 21:30 \| Buriram United Esports \| 0 – 2 \| Omegha E-sports \| |       |                 |
| Buriram United Esports                                         | 0 – 2 | Omegha E-sports |

| Buriram United Esports | 0 – 2 | Omegha E-sports |

| 21:30 \| Buriram United Esports \| 0 – 2 \| Omegha E-sports \| |       |                 |
| Buriram United Esports                                         | 0 – 2 | Omegha E-sports |

| Buriram United Esports | 0 – 2 | Omegha E-sports |

#### Nhánh thắng
| 20:00 (23 tháng 6) - Tranh #1 bảng C \| FunPlus Phoenix \| 2 – 0 \| Omegha E-sports \| |       |                 |
| FunPlus Phoenix                                                                        | 2 – 0 | Omegha E-sports |

#### Nhánh thua
| 20:00 (24 tháng 6) \| Flash Wolves \| 2 – 1 \| Buriram United Esports \| |       |                        |
| Flash Wolves                                                             | 2 – 1 | Buriram United Esports |

| Flash Wolves | 2 – 1 | Buriram United Esports |

| 20:00 (25 tháng 6) - Tranh #2 bảng C \| Omegha E-sports \| 1 – 2 \| Flash Wolves \| |       |              |
| Omegha E-sports                                                                     | 1 – 2 | Flash Wolves |

| Omegha E-sports | 1 – 2 | Flash Wolves |

| 20:00 (25 tháng 6) - Tranh #2 bảng C \| Omegha E-sports \| 1 – 2 \| Flash Wolves \| |       |              |
| Omegha E-sports                                                                     | 1 – 2 | Flash Wolves |

| Omegha E-sports | 1 – 2 | Flash Wolves |

### Bảng D
| D | Đội        | ID  | LT - LB | VT | VB | HS | Giành quyền tham dự                     |
| - | ---------- | --- | ------- | -- | -- | -- | --------------------------------------- |
| 1 | JD Gaming  | JDG | 2 - 0   | 4  | 1  | +3 | Giành quyền tham dự vòng loại trực tiếp |
| 2 | KT Rolster | RY  | 2 - 1   | 5  | 3  | +2 | Giành quyền tham dự vòng loại trực tiếp |
| 3 | Immortals  | IMT | 1 - 2   | 2  | 5  | -3 |                                         |
| 4 | Liberty    | LBR | 0 - 2   | 2  | 4  | -2 |                                         |

#### Trận mở màn
| 20:00 (22 tháng 6) \| Liberty \| 1 – 2 \| KT Rolster \| |       |            |
| Liberty                                                 | 1 – 2 | KT Rolster |

| Liberty | 1 – 2 | KT Rolster |

| 21:30 \| JD Gaming \| 2 – 0 \| Immortals \| |       |           |
| JD Gaming                                   | 2 – 0 | Immortals |

| JD Gaming | 2 – 0 | Immortals |

| 21:30 \| JD Gaming \| 2 – 0 \| Immortals \| |       |           |
| JD Gaming                                   | 2 – 0 | Immortals |

| JD Gaming | 2 – 0 | Immortals |

#### Nhánh thắng
| 21:30 (23 tháng 6) - Tranh #1 bảng D \| KT Rolster \| 1 – 2 \| JD Gaming \| |       |           |
| KT Rolster                                                                  | 1 – 2 | JD Gaming |

#### Nhánh thua
| 21:30 (24 tháng 6) \| Liberty \| 1 – 2 \| Immortals \| |       |           |
| Liberty                                                | 1 – 2 | Immortals |

| Liberty | 1 – 2 | Immortals |

| 21:30 (25 tháng 6) - Tranh #2 bảng D \| KT Rolster \| 2 – 0 \| Immortals \| |       |           |
| KT Rolster                                                                  | 2 – 0 | Immortals |

| KT Rolster | 2 – 0 | Immortals |

| 21:30 (25 tháng 6) - Tranh #2 bảng D \| KT Rolster \| 2 – 0 \| Immortals \| |       |           |
| KT Rolster                                                                  | 2 – 0 | Immortals |

| KT Rolster | 2 – 0 | Immortals |

## Vòng loại trực tiếp
Thời gian thi đấu:
- Tứ kết: 1 - 2 tháng 7, bắt đầu từ 17:00 (UTC+7).
- Bán kết: 5 - 6 tháng 7, bắt đầu từ 20:00 (UTC+7).
- Chung kết: 9 tháng 7, bắt đầu từ 17:00 (UTC+7).

Thể thức chia cặp đấu:
- Ở vòng Tứ kết, thứ tự các cặp đấu như sau:
  - Tứ kết 1: Nhất bảng A vs Nhì bảng D
  - Tứ kết 2: Nhất bảng C vs Nhì bảng B
  - Tứ kết 3: Nhất bảng B vs Nhì bảng C
  - Tứ kết 4: Nhất bảng D vs Nhì bảng A
- Ở vòng Bán kết, thứ tự các cặp đấu như sau:
  - Bán kết 1: Thắng Tứ kết 1 vs Thắng Tứ kết 2
  - Bán kết 2: Thắng Tứ kết 3 vs Thắng Tứ kết 4

Thể thức thi đấu:
- Tất cả các trận đấu ở vòng Tứ kết và Bán kết đều là loại trực tiếp & Bo5 (Best of five - Thắng trước 3/5 trận).
- Trận Chung kết là loại trực tiếp & Bo7 (Best of 7 - Thắng trước 4/7 trận).
- Đội chiến thắng sẽ đi tiếp vào vòng loại tiếp theo, đội thua bị loại ngay lập tức.

|  | Tứ kết | Tứ kết          | Tứ kết |                 |     | Bán kết      | Bán kết | Bán kết |  |  | Chung kết | Chung kết | Chung kết |  |
|  |        |                 |        |                 |     |              |         |         |  |  |           |           |           |  |
|  | WRL    | Nova Esports    | 3      |                 |     |              |         |         |  |  |           |           |           |  |
|  | WRL    | Nova Esports    | 3      |                 |     |              |         |         |  |  |           |           |           |  |
|  | WCK    | KT Rolster      | 1      |                 |     |              |         |         |  |  |           |           |           |  |
|  | WCK    | KT Rolster      | 1      |                 | WRL | Nova Esports | 3       |         |  |  |           |           |           |  |
|  |        |                 |        |                 | WRL | Nova Esports | 3       |         |  |  |           |           |           |  |
|  |        |                 | WRL    | FunPlus Phoenix | 1   |              |         |         |  |  |           |           |           |  |
|  | WRL    | FunPlus Phoenix | WRL    | FunPlus Phoenix | 1   | 3            |         |         |  |  |           |           |           |  |
|  | WRL    | FunPlus Phoenix |        |                 |     |              |         |         |  |  |           |           |           |  |
|  | WCS    | Rex Regum Qeon  | 0      |                 |     |              |         |         |  |  |           |           |           |  |
|  | WCS    | Rex Regum Qeon  | 0      |                 | WRL | Nova Esports | 4       |         |  |  |           |           |           |  |
|  |        |                 |        |                 |     |              |         |         |  |  |           |           |           |  |
|  |        |                 | WRL    | J Team          | 0   |              |         |         |  |  |           |           |           |  |
|  | WRL    | J Team          | WRL    | J Team          | 0   | 3            |         |         |  |  |           |           |           |  |
|  | WRL    | J Team          |        |                 |     |              |         |         |  |  |           |           |           |  |
|  | WCS    | Flash Wolves    | 1      |                 |     |              |         |         |  |  |           |           |           |  |
|  | WCS    | Flash Wolves    | 1      |                 | WRL | J Team       | 3       |         |  |  |           |           |           |  |
|  |        |                 |        |                 | WRL | J Team       | 3       |         |  |  |           |           |           |  |
|  |        |                 | WCS    | Team Flash      | 0   |              |         |         |  |  |           |           |           |  |
|  | WRL    | JD Gaming       | WCS    | Team Flash      | 0   | 0            |         |         |  |  |           |           |           |  |
|  | WRL    | JD Gaming       |        |                 |     |              |         |         |  |  |           |           |           |  |
|  | WCS    | Team Flash      | 3      |                 |     |              |         |         |  |  |           |           |           |  |

### Tứ Kết
| Tứ Kết 1 - 17:00 (1 tháng 7) \| Nova Esports \| 3 – 1 \| KT Rolster \| |       |            |
| Nova Esports                                                           | 3 – 1 | KT Rolster |

| Nova Esports | 3 – 1 | KT Rolster |

| Tứ Kết 2 - 20:00 \| FunPlus Phoenix \| 3 – 0 \| Rex Regum Qeon \| |       |                |
| FunPlus Phoenix                                                   | 3 – 0 | Rex Regum Qeon |

| FunPlus Phoenix | 3 – 0 | Rex Regum Qeon |

| Tứ Kết 2 - 20:00 \| FunPlus Phoenix \| 3 – 0 \| Rex Regum Qeon \| |       |                |
| FunPlus Phoenix                                                   | 3 – 0 | Rex Regum Qeon |

| FunPlus Phoenix | 3 – 0 | Rex Regum Qeon |

| Tứ Kết 3 - 17:00 (2 tháng 7) \| J Team \| 3 – 1 \| Flash Wolves \| |       |              |
| J Team                                                             | 3 – 1 | Flash Wolves |

| J Team | 3 – 1 | Flash Wolves |

| Tứ Kết 4 - 20:00 \| JD Gaming \| 0 – 3 \| Team Flash \| |       |            |
| JD Gaming                                               | 0 – 3 | Team Flash |

| JD Gaming | 0 – 3 | Team Flash |

| Tứ Kết 4 - 20:00 \| JD Gaming \| 0 – 3 \| Team Flash \| |       |            |
| JD Gaming                                               | 0 – 3 | Team Flash |

| JD Gaming | 0 – 3 | Team Flash |

### Bán Kết
| Bán Kết 1 - 17:00 (5 tháng 7) \| Nova Esports \| 3 – 1 \| FunPlus Phoenix \| |       |                 |
| Nova Esports                                                                 | 3 – 1 | FunPlus Phoenix |

| Nova Esports | 3 – 1 | FunPlus Phoenix |

| Bán Kết 2 - 17:00 (6 tháng 7) \| J Team \| 3 – 0 \| Team Flash \| |       |            |
| J Team                                                            | 3 – 0 | Team Flash |

| J Team | 3 – 0 | Team Flash |

| Bán Kết 2 - 17:00 (6 tháng 7) \| J Team \| 3 – 0 \| Team Flash \| |       |            |
| J Team                                                            | 3 – 0 | Team Flash |

| J Team | 3 – 0 | Team Flash |

### Chung Kết
| 9 tháng 7 19:00 (UTC+7) Bo7 | [[Tập tin:\|22px\|alt=Sự kiện thể thao đang diễn ra\|link=]] Chung Kết | [[Tập tin:\|22px\|alt=Sự kiện thể thao đang diễn ra\|link=]] Chung Kết | [[Tập tin:\|22px\|alt=Sự kiện thể thao đang diễn ra\|link=]] Chung Kết | [[Tập tin:\|22px\|alt=Sự kiện thể thao đang diễn ra\|link=]] Chung Kết | [[Tập tin:\|22px\|alt=Sự kiện thể thao đang diễn ra\|link=]] Chung Kết | Singapore Trung tâm Hội nghị và Triển lãm Suntec Singapore |
| 9 tháng 7 19:00 (UTC+7) Bo7 | Nova Esports                                                           | Nova Esports                                                           | 4 – 0                                                                  | J Team                                                                 | J Team                                                                 | Singapore Trung tâm Hội nghị và Triển lãm Suntec Singapore |

|  | Chiến thắng | Chiến thắng | Chiến thắng | Chiến thắng | Chiến thắng | Chiến thắng | Trận 1                        | Trận 1 | Thất bại | Thất bại   | Thất bại   | Thất bại | Thất bại | Thất bại |  |
|  |             |             |             |             |             |             |                               |        |          |            |            |          |          |          |  |
|  |             | · Jax       | · Jax       | · Riven     | · Riven     |             | Sự kiện thể thao đang diễn ra | 21:32  |          | · Renekton | · Renekton | · Camile | · Camile |          |  |
|  | · Alistar   | · Alistar   | · Orianna   | · Orianna   | · Corki     | · Corki     |                               |        | · Jayce  | · Jayce    | · Karma    | · Karma  | · Galio  | · Galio  |  |
|  | Long        | Long        | Long        | Long        | Long        | Long        | MVP                           | MVP    |          |            |            |          |          |          |  |

|  | Chiến thắng | Chiến thắng | Chiến thắng | Chiến thắng | Chiến thắng | Chiến thắng | Trận 2                        | Trận 2 | Thất bại  | Thất bại  | Thất bại | Thất bại         | Thất bại         | Thất bại |  |
|  |             |             |             |             |             |             |                               |        |           |           |          |                  |                  |          |  |
|  |             | · Ekko      | · Ekko      | · Renekton  | · Renekton  |             | Sự kiện thể thao đang diễn ra | 23:10  |           | · Riven   | · Riven  | · Nunu & Willump | · Nunu & Willump |          |  |
|  | · Galio     | · Galio     | · Morgana   | · Morgana   | · Jayce     | · Jayce     |                               |        | · Orianna | · Orianna | · Lucian | · Lucian         | · Nami           | · Nami   |  |
|  | Long        | Long        | Long        | Long        | Long        | Long        | MVP                           | MVP    |           |           |          |                  |                  |          |  |

|  | Chiến thắng | Chiến thắng | Chiến thắng | Chiến thắng | Chiến thắng | Chiến thắng | Trận 3                        | Trận 3 | Thất bại | Thất bại | Thất bại | Thất bại  | Thất bại  | Thất bại |  |
|  |             |             |             |             |             |             |                               |        |          |          |          |           |           |          |  |
|  |             | · Xin Zhao  | · Xin Zhao  | · Shen      | · Shen      |             | Sự kiện thể thao đang diễn ra | 18:31  |          | · Sett   | · Sett   | · Lee Sin | · Lee Sin |          |  |
|  | · Yuumi     | · Yuumi     | · Corki     | · Corki     | · Diana     | · Diana     |                               |        | · Zed    | · Zed    | · Senna  | · Senna   | · Gragas  | · Gragas |  |
|  | Nian        | Nian        | Nian        | Nian        | Nian        | Nian        | MVP                           | MVP    |          |          |          |           |           |          |  |

|  | Chiến thắng | Chiến thắng | Chiến thắng | Chiến thắng | Chiến thắng | Chiến thắng | Trận 4                        | Trận 4 | Thất bại | Thất bại | Thất bại | Thất bại  | Thất bại  | Thất bại |  |
|  |             |             |             |             |             |             |                               |        |          |          |          |           |           |          |  |
|  |             | · Xin Zhao  | · Xin Zhao  | · Camile    | · Camile    |             | Sự kiện thể thao đang diễn ra | 17:54  |          | · Riven  | · Riven  | · Lee Sin | · Lee Sin |          |  |
|  | · Rakan     | · Rakan     | · Ziggs     | · Ziggs     | · Corki     | · Corki     |                               |        | · Jayce  | · Jayce  | · Karma  | · Karma   | · Gragas  | · Gragas |  |
|  | Long        | Long        | Long        | Long        | Long        | Long        | MVP                           | MVP    |          |          |          |           |           |          |  |

## Thứ hạng chung cuộc

### Danh hiệu
|                                        |
| F.MVP Nova Esports Long (Nova Esports) |

| |
| 20 [[Tập tin:\|20px\|alt=Sự kiện thể thao đang diễn ra\|link=]] 22 Vô địch {{{league1}}} Nova Esports {{{players}}} Vô địch lần đầu tiên |
| |

|                             |
| Á quân {{{league2}}} J Team |

### Bảng xếp hạng
Tổng giá trị giải thưởng của Giải vô địch toàn cầu 2022 là $2.000.000 USD (chưa kể 25% doanh thu từ trang phục Morgana Khổng Tước Hoàng Hậu).
| Thứ hạng                 | Giải thưởng | Đội tuyển              | Khu vực |
| ------------------------ | ----------- | ---------------------- | ------- |
| 1st                      | $640.000    | Nova Esports           | WRL     |
| 2nd                      | $320.000    | J Team                 | WRL     |
| Bị loại ở bán kết        |             |                        |         |
| 3rd-4th                  | $160.000    | FunPlus Phoenix        | WRL     |
| 3rd-4th                  | $160.000    | Team Flash             | WCS     |
| Bị loại ở tứ kết         |             |                        |         |
| 5th-8th                  | $80.000     | JD Gaming              | WRL     |
| 5th-8th                  | $80.000     | Flash Wolves           | WCS     |
| 5th-8th                  | $80.000     | Rex Regum Qeon         | WCS     |
| 5th-8th                  | $80.000     | KT Rolster             | WCK     |
| Bị loại ở vòng bảng      |             |                        |         |
| 9th-12th                 | $40.000     | T1                     | WCK     |
| 9th-12th                 | $40.000     | Sengoku Gaming         | WJC     |
| 9th-12th                 | $40.000     | Omegha E-sports        | WBR     |
| 9th-12th                 | $40.000     | Immortals              | WNS     |
| 13th-16th                | $40.000     | Leviatán               | WOL     |
| 13th-16th                | $40.000     | ⁠Team Queso             | WREC    |
| 13th-16th                | $40.000     | Buriram United Esports | WCS     |
| 13th-16th                | $40.000     | Liberty                | WBR     |
| Bị loại ở vòng khởi động |             |                        |         |
| 17th-20th                | $10.000     | ⁠Game-Lord              | WREC    |
| 17th-20th                | $10.000     | Donuts USG             | WJC     |
| 17th-20th                | $10.000     | ⁠Rix.GG                 | WREC    |
| 17th-20th                | $10.000     | Sentinels              | WNS     |
| 21st-24th                | $10.000     | Furious Gaming         | WOL     |
| 21st-24th                | $10.000     | STMN Esports           | WOL     |
| 21st-24th                | $10.000     | Keyd Stars             | WBR     |
| 21st-24th                | $10.000     | Freecs                 | WCK     |